# 真是笨蛋的人
《真是笨蛋的人》（日语： sonnabakanaman），是富士電視台在2015年4月15日至2017年3月30日播出的綜藝節目，由香蕉人及笨蛋節奏共同冠名，以關鍵詞進行挑戰企劃的綜藝節目。